# August Thalheimer
August Thalheimer, född 18 mars 1884 i Affaltrach i Obersulm, död 19 september 1948 i Havanna, var en tysk författare, marxist och aktivist. 

## Biografi
Thalheimer studerade bland annat i Oxford och Berlin innan han vid Strassburgs universitet avlade doktorsexamen år 1907 med avhandlingen Pronomina personalia und possessiva der Sprachen Mikronesiens. Han var medlem i SPD och var redaktör för partiorganet Volksfreund. Senare var han redaktör för Spartakusbriefe, som var det kortlivade USPD:s officiella publikation. År 1918 var Thalheimer en av grundarna av KPD och kom att redigera Die Rote Fahne samt anteckningar som Franz Mehring efterlämnade vid sin död 1919.
Från mitten av 1920-talet samarbetade Thalheimer med bland andra Heinrich Brandler vid Komintern och Marx–Engels–Lenin-institutet. Därutöver föreläste Thalheimer vid Sun Yat-sen-universitet i Moskva. I slutet av 1920-talet uppstod det missnöje med Ernst Thälmanns styre av KPD och Thalheimer återvände till Tyskland. Det hela slutade med att Thalheimer och Brandler blev uteslutna ur KPD efter att ha kritiserat Thälmann; de två grundade istället Kommunistische Partei-Opposition (KPO). Thalheimer kritiserade Sovjetunionens utrikespolitik, men han stödde tvångskollektiviseringen och stachanovitismen. Thalheimer kom i och med detta att tillhöra högeroppositionen.
Efter det att Adolf Hitler hade blivit utnämnd till rikskansler lämnade Thalheimer Tyskland och bosatte sig i Paris. När Tyskland invaderade Frankrike 1940 flydde Thalheimer till Kuba, där han avled 1948, 64 år gammal.